# Románia a 2018. évi nyári ifjúsági olimpiai játékokon
Románia a Buenos Airesben megrendezett 2018. évi nyári ifjúsági olimpiai játékok egyik részt vevő nemzete volt. Az ország a játékokon 14 sportágban 34 sportolóval – 13  fiúval és 21 lánnyal – képviseltette magát, akik összesen 8 érmet szereztek. Románia az éremtáblázaton a 29. helyen végzett.

## Érmesek
| Érem  | Versenyző                                                   | Sportág       | Versenyszám        | Dátum       |
| ----- | ----------------------------------------------------------- | ------------- | ------------------ | ----------- |
| Arany | Iosif Adrian Șulcă                                          | Cselgáncs     | Fiú, 81 kg         | október 8.  |
| Arany | Sabina Baltag                                               | Súlyemelés    | Lány, 53 kg        | október 9.  |
| Ezüst | Daniel Cristian Martin                                      | Úszás         | Fiú, 100 m hát     | október 8.  |
| Ezüst | Alexandru Laurențiu Danciu Florin Nicolae Arteni-Fîntînariu | Evezés        | Fiú, kétpárevezős  | október 9.  |
| Ezüst | Daniel Cristian Martin                                      | Úszás         | Fiú, 200 m hát     | október 12. |
| Bronz | Mihaela Valentina Cambei                                    | Súlyemelés    | Lány, 48 kg        | október 8.  |
| Bronz | Alina Maria Balețchi Tabita Maftei                          | Evezés        | Lány, kétpárevezős | október 9.  |
| Bronz | Andreea Dragoman                                            | Asztalitenisz | Lány, egyes        | október 10. |

## Asztalitenisz
Fiú
| Versenyző       | Verseny- szám | Csoportmérkőzések | Csoportmérkőzések | Ág         | Nyolcaddöntő                                        | Negyeddöntő                                                    | Elődöntő          | Döntő             | Helyezés |
| Versenyző       | Verseny- szám | Ellenfél Eredmény | Hely.             | Ág         | Ellenfél Eredmény                                   | Ellenfél Eredmény                                              | Ellenfél Eredmény | Ellenfél Eredmény | Helyezés |
| --------------- | ------------- | --- | ----------------- | ---------- | --------------------------------------------------- | -------------------------------------------------------------- | ----------------- | ----------------- | -------- |
| Cristian Pletea | Fiú egyes     | G csoport · Nathan Xu (NZL) · 11–4, 11–9, 11–5, · 11–1 · Youssef Abdel Aziz (EGY) · 6–11, 9–11, 6–11, · 4–11 · Khinhang Yu (AZE) · 11–8, 11–9, 5–11, · 11–6, 12–10 | 1.                | Egyenes ág | Matteo Mutti (ITA) · 9–11, 11–6, 4–11, · 9–11, 3–11 | Harimoto Tomokazu (JPN) · 11–3, 11–8, 11–8, · 6–11, 9–11, 11–6 | kiesett           | kiesett           | 5.       |

Lány
| Versenyző        | Verseny- szám | Csoportmérkőzések | Csoportmérkőzések | Ág         | Nyolcaddöntő                                          | Negyeddöntő                                              | Elődöntő                                    | Döntő                                                                           | Helyezés |
| Versenyző        | Verseny- szám | Ellenfél Eredmény | Hely.             | Ág         | Ellenfél Eredmény                                     | Ellenfél Eredmény                                        | Ellenfél Eredmény                           | Ellenfél Eredmény                                                               | Helyezés |
| ---------------- | ------------- | --- | ----------------- | ---------- | ----------------------------------------------------- | -------------------------------------------------------- | ------------------------------------------- | ------------------------------------------------------------------------------- | -------- |
| Andreea Dragoman | Lány egyes    | C csoport · Esther Oribamise (NGR) · 11–3, 11–5, 11–3, · 11-9 · Szu Pej-ling (Su Pei-ling) (TPE) · 9–11, 6–11, 8–11, · 9–11 · Ning Csing (Ning Jing) (AZE) · 11–7, 9–11, 11–9, · 9–11, 8–11, 3–11 | 1.                | Egyenes ág | Anna Węgrzyn (POL) · 4–11, 6–11, · 11–8, 4–11, · 9–11 | Amy Wang (USA) · 9–11, 11–8, · 9–11, 11–6, · 5–11, 10–12 | Hirano Miu (JPN) · 11–2, 11–7, · 11–5, 11–2 | Bronzmérkőzés · Archana Girish Kamath (IND) · 8–11, 13–11, · 11–9, 11–5, · 11–9 |          |

## Atlétika
Fiú
| Cristian Gabriel Voicu | 800 m         | 1:53,05 | 2.  | 1:54,18 | 4. | 3:47,23 | 11. |
| Răzvan Cărare          | Gerelyhajítás | 70,07   | 10. | 69,98   | 8. | 140,05  | 10. |

Lány
| Adina Elena Cîrciogel | 400 m          | 57,76   | 5.  | 1:00,06 | 6.  | 1:57,82 | 20.     |
| Bianca Toader         | 100 m gát      | 18,95   | 7.  | DNS     | DNS | kiesett | kiesett |
| Daniela Vasile        | 2000 m akadály | 6:55,73 | 13. |         |     |         | 12.     |
| Daniela Vasile        | mezei futás    |         |     | 14:28   | 34. |         | 12.     |

_____
Minden atléta indul az akadályfutás és a mezei futás versenyszámban, s a két versenyszámban elért összesített helyezési száma alapján alakul ki a végső sorrend, úgy hogy a legalacsonyabb helyezési számú versenyző nyer.

## Birkózás
Lány
Szabadfogás
| Versenyző            | Versenyszám | Csoportkör | Csoportkör | 9. helyért        | 7. helyért        | 5. helyért                              | Bronz- mérkőzés   | Döntő             | Helyezés |
| Versenyző            | Versenyszám | Ellenfél Eredmény | Hely       | Ellenfél Eredmény | Ellenfél Eredmény | Ellenfél Eredmény                       | Ellenfél Eredmény | Ellenfél Eredmény | Helyezés |
| -------------------- | ----------- | --- | ---------- | ----------------- | ----------------- | --------------------------------------- | ----------------- | ----------------- | -------- |
| Amina Roxana Capezan | 65 kg       | A csoport · Yetzis Ramírez Marquez · Kuba (CUB) · 4–0 Oyun-Erdene Tamir · Mongólia (MGL) · 1–3 Csou Hszin-zsu (Zhou Xinru) · Kína (CHN) · 1–3 Sandra Escamilla Menchaca · Mexikó (MEX) · 4–0 | 3.         |                   |                   | Viktoria Vesso · Észtország (EST) · 0–5 | kiesett           | kiesett           | 6.       |

## Cselgáncs
Fiú
| Versenyző          | Versenyszám | Nyolcaddöntő            | Negyeddöntő            | Elődöntő                | Vigaszág          | Bronz- mérkőzés   | Döntő                      | Helyezés |
| Versenyző          | Versenyszám | Ellenfél Eredmény       | Ellenfél Eredmény      | Ellenfél Eredmény       | Ellenfél Eredmény | Ellenfél Eredmény | Ellenfél Eredmény          | Helyezés |
| ------------------ | ----------- | ----------------------- | ---------------------- | ----------------------- | ----------------- | ----------------- | -------------------------- | -------- |
| Iosif Adrian Șulcă | 81 kg       | Rihari Iki (NZL) · 10–0 | Rhys Allan (AUS) · 0–1 | Alex Barto (SVK) · 10–0 |                   |                   | Martin Bezděk (CZE) · 0–10 |          |

Lány
| Versenyző               | Versenyszám | Nyolcaddöntő                 | Negyeddöntő       | Elődöntő          | Vigaszág                                              | Bronz- mérkőzés   | Döntő             | Helyezés |
| Versenyző               | Versenyszám | Ellenfél Eredmény            | Ellenfél Eredmény | Ellenfél Eredmény | Ellenfél Eredmény                                     | Ellenfél Eredmény | Ellenfél Eredmény | Helyezés |
| ----------------------- | ----------- | ---------------------------- | ----------------- | ----------------- | ----------------------------------------------------- | ----------------- | ----------------- | -------- |
| Giorgia Barbara Hagianu | 44 kg       | Eva Perez Soler (ESP) · 1–10 |                   |                   | Paulina Țurcan (MDA) · 1–1 Mikaela Rojas (ARG) · 1–11 | kiesett           | kiesett           | 9.       |

Csapat
| Csapattagok | Versenyszám   | Nyolcaddöntő       | Negyeddöntő        | Elődöntő          | Döntő             | Helyezés |
| Csapattagok | Versenyszám   | Ellenfél Eredmény  | Ellenfél Eredmény  | Ellenfél Eredmény | Ellenfél Eredmény | Helyezés |
| --- | ------------- | ------------------ | ------------------ | ----------------- | ----------------- | -------- |
| Atlanta · Aleksza Georgijeva (BUL) · Vuszala Karimova (AZE) · Fatine Rzal (MAR) · Tiguidanke Camara (GUI) · Adrian Medero (PUR) · Antonio Tornal (DOM) · Adrian Șulcă (ROU) · Rok Pogorevc (SLO)   | Vegyes csapat | Barcelona 4–3      | Rio de Janeiro 5–4 | kiesett           | kiesett           | 5.       |
| Sydney · Giorgia Hagianu (ROU) · Fatime Barka Segue (CHA) · Irena Hubulova (RUS) · Shakhida Narmukhamedova (KGZ) · Euclides Lopes (GBS) · Simon Zulu (ZAM) · Keagan Young (CAN) · Ömer Aydın (TUR) | Vegyes csapat | Rio de Janeiro 3–4 | kiesett            | kiesett           | kiesett           | 9.       |

## Evezés
Fiú
| Versenyző                                                   | Versenyszám  | Előfutamok | Előfutamok | Előfutamok | Előfutamok | Előfutamok | Előfutamok | Elődöntő | Elődöntő | Elődöntő | Döntő | Döntő   | Döntő | Helyezés |
| Versenyző                                                   | Versenyszám  | 1. futam   | 1. futam   | 2. futam   | 2. futam   | 3. futam   | 3. futam   | Elődöntő | Elődöntő | Elődöntő | Döntő | Döntő   | Döntő | Helyezés |
| Versenyző                                                   | Versenyszám  | Idő        | Hely.      | Idő        | Hely.      | Idő        | Hely.      | Típus    | Idő      | Hely.    | Típus | Idő     | Hely. | Helyezés |
| ----------------------------------------------------------- | ------------ | ---------- | ---------- | ---------- | ---------- | ---------- | ---------- | -------- | -------- | -------- | ----- | ------- | ----- | -------- |
| Alexandru Laurențiu Danciu Florin Nicolae Arteni-Fîntînariu | Kétpárevezős | 3:27,61    | 7.         | 1:36,33    | 2.         | 1:35,85    | 1.         | A/B 2.   | 1:31,34  | 2.       | A     | 1:30,65 | 2.    |          |

Lány
| Versenyző                          | Versenyszám  | Előfutamok | Előfutamok | Előfutamok | Előfutamok | Előfutamok | Előfutamok | Elődöntő | Elődöntő | Elődöntő | Döntő | Döntő   | Döntő | Helyezés |
| Versenyző                          | Versenyszám  | 1. futam   | 1. futam   | 2. futam   | 2. futam   | 3. futam   | 3. futam   | Elődöntő | Elődöntő | Elődöntő | Döntő | Döntő   | Döntő | Helyezés |
| Versenyző                          | Versenyszám  | Idő        | Hely.      | Idő        | Hely.      | Idő        | Hely.      | Típus    | Idő      | Hely.    | Típus | Idő     | Hely. | Helyezés |
| ---------------------------------- | ------------ | ---------- | ---------- | ---------- | ---------- | ---------- | ---------- | -------- | -------- | -------- | ----- | ------- | ----- | -------- |
| Alina Maria Balețchi Tabita Maftei | Kétpárevezős | 3:45,74    | 5.         | 1:45,78    | 1.         | 1:47,52    | 1.         | A/B 1.   | 1:41,33  | 2.       | A     | 1:40,29 | 3.    |          |

## Kosárlabda (3x3)
| Versenyző             | Versenyszám    | Selejtező | Selejtező | Selejtező | Döntő   | Döntő   | Döntő    |
| Versenyző             | Versenyszám    | Pont      | Idő       | Hely.     | Pont    | Idő     | Helyezés |
| --------------------- | -------------- | --------- | --------- | --------- | ------- | ------- | -------- |
| Maria Ferariu         | Lány szétdobás | 3         | 26,0 mp   | 18.       | kiesett | kiesett | kiesett  |
| Carla Antonia Popescu | Lány szétdobás | 3         | 28,0 mp   | 21.       | kiesett | kiesett | kiesett  |

### Lány
| Versenyző                |
| ------------------------ |
| • Sonia Alexandra Cazacu |
| • Maria Ferariu          |
| • Ilinca Sofia Păun      |
| • Carla Antonia Popescu  |

#### Eredmények
Csoportkör
A csoport
| Csapat       | M | Gy | V | P+ | P– | Pk  | PA   |
| ------------ | - | -- | - | -- | -- | --- | ---- |
| Magyarország | 4 | 4  | 0 | 84 | 32 | 52  | 21,0 |
| Kína         | 4 | 3  | 1 | 64 | 60 | 4   | 16,0 |
| Németország  | 4 | 2  | 2 | 58 | 63 | -5  | 14,5 |
| Románia      | 4 | 1  | 3 | 58 | 71 | -13 | 14,5 |
| Irán         | 4 | 0  | 4 | 36 | 74 | -38 | 9,0  |

Forrás: Women’s Preliminary Round Pools Archiválva 2018. november 19-i dátummal a Wayback Machine-ben
| 2018. október 7. 10:30 | Románia (ROU)       | 16–18 | Németország |  |
| 2018. október 7. 10:30 | Jegyzőkönyv         |       |             |  |
| 2018. október 7. 10:30 | Ferariu 5 Popescu 5 | Pont  | Eckerle 7   |  |

| 2018. október 7. 12:30 | Irán (IRI)    | 14–18 | Románia   |  |
| 2018. október 7. 12:30 | Jegyzőkönyv   |       |           |  |
| 2018. október 7. 12:30 | Aghazadegan 8 | Pont  | Popescu 8 |  |

| 2018. október 11. 10:30 | Románia (ROU) | 14–18 | Kína            |  |
| 2018. október 11. 10:30 | Jegyzőkönyv   |       |                 |  |
| 2018. október 11. 10:30 | Cazacu 7      | Pont  | Cseng (Zheng) 9 |  |

| 2018. október 11. 14:00 | Magyarország (HUN) | 21–10 | Románia   |  |
| 2018. október 11. 14:00 | Jegyzőkönyv        |       |           |  |
| 2018. október 11. 14:00 | Varga 7            | Pont  | Ferariu 6 |  |

| Csapat  | Helyezés |
| ------- | -------- |
| Románia | 12.      |

## Műugrás
Fiú
| Versenyző         | Versenyszám        | Selejtező | Selejtező | Döntő   | Döntő    |
| Versenyző         | Versenyszám        | Pont      | Helyezés  | Pont    | Helyezés |
| ----------------- | ------------------ | --------- | --------- | ------- | -------- |
| Aurelian Dragomir | Egyéni műugrás     | 386,00    | 14.       | kiesett | kiesett  |
| Aurelian Dragomir | Egyéni toronyugrás | 443,85    | 10.       | 423,75  | 11.      |

## Sportlövészet
Lány
| Versenyző                | Versenyszám         | Selejtező | Selejtező | Döntő   | Döntő    |
| Versenyző                | Versenyszám         | Pont      | Helyezés  | Pont    | Helyezés |
| ------------------------ | ------------------- | --------- | --------- | ------- | -------- |
| Daria Olimpia Haristiade | 10 m-es légpisztoly | 544,0     | 18.       | kiesett | kiesett  |

Vegyes
| Versenyző                                           | Versenyszám         | Selejtező | Selejtező | Nyolcaddöntő                                          | Negyeddöntő       | Elődöntő          | Döntő             | Helyezés |
| Versenyző                                           | Versenyszám         | Pont      | Hely.     | Ellenfél Eredmény                                     | Ellenfél Eredmény | Ellenfél Eredmény | Ellenfél Eredmény | Helyezés |
| --------------------------------------------------- | ------------------- | --------- | --------- | ----------------------------------------------------- | ----------------- | ----------------- | ----------------- | -------- |
| Daria Olimpia Haristiade (ROU) · Jason Solari (SUI) | 10 m-es légpisztoly | 744,0     | 9.        | Giulia Campostrini (ITA) · Rihards Zorge (LAT) · 10–6 | kiesett           | kiesett           | kiesett           | 11.      |

## Súlyemelés
Fiú
| Versenyző             | Versenyszám | Szakítás | Szakítás | Lökés    | Lökés    | Összesen | Helyezés |
| Versenyző             | Versenyszám | Eredmény | Helyezés | Eredmény | Helyezés | Összesen | Helyezés |
| --------------------- | ----------- | -------- | -------- | -------- | -------- | -------- | -------- |
| Emanuel Marian Danciu | 62 kg       | 115      | 3.       | 143      | 3.       | 258      | 4.       |

Lány
| Versenyző                | Versenyszám | Szakítás | Szakítás | Lökés    | Lökés    | Összesen | Helyezés |
| Versenyző                | Versenyszám | Eredmény | Helyezés | Eredmény | Helyezés | Összesen | Helyezés |
| ------------------------ | ----------- | -------- | -------- | -------- | -------- | -------- | -------- |
| Mihaela Valentina Cambei | 48 kg       | 70       | 3.       | 88       | 2.       | 158      |          |
| Sabina Baltag            | 53 kg       | 77       | 2.       | 100      | 1.       | 177      |          |

## Tenisz
Egyes
| Versenyző            | Versenyszám | 32-es főtábla                    | Nyolcaddöntő                        | Negyeddöntő                     | Elődöntő          | Bronz- mérkőzés   | Döntő             | Helyezés |
| Versenyző            | Versenyszám | Ellenfél Eredmény                | Ellenfél Eredmény                   | Ellenfél Eredmény               | Ellenfél Eredmény | Ellenfél Eredmény | Ellenfél Eredmény | Helyezés |
| -------------------- | ----------- | -------------------------------- | ----------------------------------- | ------------------------------- | ----------------- | ----------------- | ----------------- | -------- |
| Cristian Filip Jianu | Fiú egyes   | Lorenzo Musetti (ITA) · 6–4, 6–4 | Clément Tabur (FRA) · 7–6, 4–6, 6–7 | Adrian Andreev (BUL) · 6–2, 6–4 | kiesett           | kiesett           | kiesett           | 15.      |
| Selma Ștefania Cadâr | Lány egyes  | Kaja Juvan (SLO) · 6–2, 6–5      | kiesett                             | kiesett                         | kiesett           | kiesett           | kiesett           | 17.      |

Páros
| Versenyző                                               | Versenyszám  | 32-es főtábla                                                       | Nyolcaddöntő                                                    | Negyeddöntő                                                                          | Elődöntő          | Bronz- mérkőzés   | Döntő             | Helyezés |
| Versenyző                                               | Versenyszám  | Ellenfél Eredmény                                                   | Ellenfél Eredmény                                               | Ellenfél Eredmény                                                                    | Ellenfél Eredmény | Ellenfél Eredmény | Ellenfél Eredmény | Helyezés |
| ------------------------------------------------------- | ------------ | ------------------------------------------------------------------- | --------------------------------------------------------------- | ------------------------------------------------------------------------------------ | ----------------- | ----------------- | ----------------- | -------- |
| Cristian Filip Jianu (ROU) · Daniel Michalski (POL)     | Fiú páros    |                                                                     | Mu Tao (Mu Tao) (CHN) · Tadzsima Naoki (JPN) · 7–6, 3–6, [4–10] | kiesett                                                                              | kiesett           | kiesett           | kiesett           | 9.       |
| Selma Ștefania Cadâr (ROU) · Lulu Sun (SUI)             | Lány páros   |                                                                     | Lea Ma (USA) · Alexa Noel (USA) · 1–6, 4–6                      | Vang Hszin-jü (Wang Xinyu) (CHN) · Vang Hszi-jü (Wang Xiyu) (CHN) · 1–6, 6–4, [3–10] | kiesett           | kiesett           | kiesett           | 5.       |
| Selma Ștefania Cadâr (ROU) · Cristian Filip Jianu (ROU) | Vegyes páros | Vang Hszin-jü (Wang Xinyu) (CHN) · Mu Tao (Mu Tao) (CHN) · 1–6, 5–7 | kiesett                                                         | kiesett                                                                              | kiesett           | kiesett           | kiesett           | 17.      |

## Torna

### Ritmikus gimnasztika
Egyéni
| Versenyző               | Selejtező | Selejtező | Selejtező | Selejtező | Selejtező | Selejtező | Döntő   | Döntő   | Döntő    | Döntő   | Döntő    | Döntő    |
| Versenyző               | Karika    | Labda     | Buzogány  | Szalag    | Összesen  | Hely.     | Karika  | Labda   | Buzogány | Szalag  | Összesen | Helyezés |
| ----------------------- | --------- | --------- | --------- | --------- | --------- | --------- | ------- | ------- | -------- | ------- | -------- | -------- |
| Denisa Alexandra Stoian | 14,400    | 12,800    | 10,050    | 12,500    | 49,750    | 25.       | kiesett | kiesett | kiesett  | kiesett | kiesett  | kiesett  |

### Szertorna
Fiú
Összetett egyéni és szerenkénti versenyszámok
| Sportolók         | Versenyszám | Szer   | Szer     | Szer   | Szer   | Szer   | Szer   | Selejtező | Selejtező | Döntő    | Döntő    |
| Sportolók         | Versenyszám | Talaj  | Lólengés | Gyűrű  | Ugrás  | Korlát | Nyújtó | Összesen  | Helyezés  | Összesen | Helyezés |
| ----------------- | ----------- | ------ | -------- | ------ | ------ | ------ | ------ | --------- | --------- | -------- | -------- |
| Gabriel Burtănete | Összetett   | 12,266 | 12,133   | 12,300 | 14,433 | 11,133 | 11,500 | 73,765    | 19. R1    | kiesett  | kiesett  |
| Gabriel Burtănete | Talaj       | 12,266 |          |        |        |        |        | 12,266    | 25.       | kiesett  | kiesett  |
| Gabriel Burtănete | Lólengés    |        | 12,133   |        |        |        |        | 12,133    | 14.       | kiesett  | kiesett  |
| Gabriel Burtănete | Gyűrű       |        |          | 12,300 |        |        |        | 12,300    | 21.       | kiesett  | kiesett  |
| Gabriel Burtănete | Ugrás       |        |          |        | 14,433 |        |        | 14,433    | 3. Q      | 13,683   | 5.       |
| Gabriel Burtănete | Korlát      |        |          |        |        | 11,133 |        | 11,133    | 34.       | kiesett  | kiesett  |
| Gabriel Burtănete | Nyújtó      |        |          |        |        |        | 11,500 | 11,500    | 25.       | kiesett  | kiesett  |

Lány
Összetett egyéni és szerenkénti versenyszámok
| Versenyző      | Versenyszám    | Szer   | Szer           | Szer    | Szer   | Selejtező | Selejtező | Döntő    | Döntő    |
| Versenyző      | Versenyszám    | Ugrás  | Felemás korlát | Gerenda | Talaj  | Összesen  | Helyezés  | Összesen | Helyezés |
| -------------- | -------------- | ------ | -------------- | ------- | ------ | --------- | --------- | -------- | -------- |
| Ana Maria Puiu | Összetett      | 12,733 | 11,400         | 12,366  | 11,033 | 47,532    | 13. Q     | 48,366   | 15.      |
| Ana Maria Puiu | Ugrás          | 12,733 |                |         |        | 12,733    | 20.       | kiesett  | kiesett  |
| Ana Maria Puiu | Felemás korlát |        | 11,400         |         |        | 11,400    | 20.       | kiesett  | kiesett  |
| Ana Maria Puiu | Gerenda        |        |                | 12,366  |        | 12,366    | 6. Q      | 11,066   | 7.       |
| Ana Maria Puiu | Talaj          |        |                |         | 11,033 | 11,033    | 31.       | kiesett  | kiesett  |

### Vegyes tornagyakorlat
| Versenyző         | Csapat                             | Akrobatikus torna | Akrobatikus torna | Akrobatikus torna | Szertorna | Szertorna  | Szertorna | Szertorna | Szertorna | Szertorna | Szertorna       | Szertorna | Ritmikus gimnasztika | Ritmikus gimnasztika | Ritmikus gimnasztika | Ritmikus gimnasztika | Trambulin | Trambulin | Csapat- össze- sen | Helye- zés |
| Versenyző         | Csapat                             | D                 | S                 | K                 | Talaj     | Lólen- gés | Gyűrű     | Ugrás     | Korlát    | Nyújtó    | Felemás- korlát | Gerenda   | Karika               | Labda                | Buzo- gány           | Szalag               | R1        | R2        | Csapat- össze- sen | Helye- zés |
| ----------------- | ---------------------------------- | ----------------- | ----------------- | ----------------- | --------- | ---------- | --------- | --------- | --------- | --------- | --------------- | --------- | -------------------- | -------------------- | -------------------- | -------------------- | --------- | --------- | ------------------ | ---------- |
| Ana Puiu          | Tung Tung (Dong Dong) (Lila)       |                   |                   |                   | –         |            |           | 17.       |           |           | 19.             | 6.        |                      |                      |                      |                      |           |           | 389                | 5.         |
| Denisa Stoian     | Ucsimura Kóhei (Kék)               |                   |                   |                   |           |            |           |           |           |           |                 |           | 14.                  | 19.                  | –                    | 14.                  |           |           | 407                | 8.         |
| Gabriel Burtănete | Rosannagh MacLennan (Világos- kék) |                   |                   |                   | –         | 13.        | –         | 1.        | –         | –         |                 |           |                      |                      |                      |                      |           |           | 441                | 11.        |

## Úszás

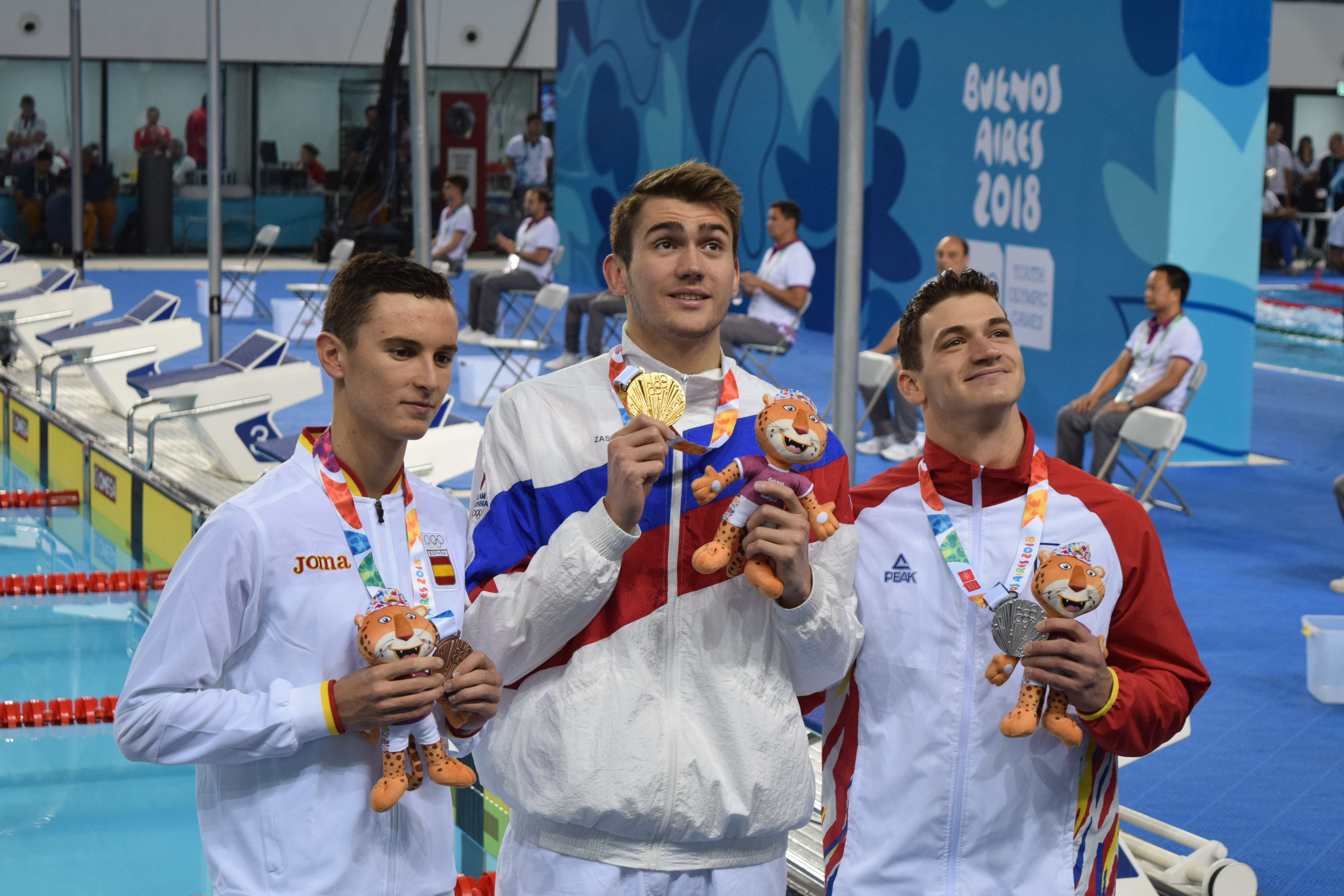
A 200 méteres hát érmesei: Manuel Martos Bacarizo (ESP), Kliment Kolesznyikov (RUS) és Daniel Martin (ROU).

Fiú
| Versenyző              | Versenyszám    | Előfutam | Előfutam | Elődöntő | Elődöntő | Döntő   | Döntő    |
| Versenyző              | Versenyszám    | Idő      | Hely.    | Idő      | Hely.    | Idő     | Helyezés |
| ---------------------- | -------------- | -------- | -------- | -------- | -------- | ------- | -------- |
| Daniel Cristian Martin | 100 m pillangó | 53,33    | 5. Q     | 52,70    | 5. Q     | 53,00   | 7.       |
| Daniel Cristian Martin | 100 m hát      | 54,46    | 2. Q     | 54,08    | 2. Q     | 53,59   |          |
| Daniel Cristian Martin | 200 m hát      | 2:00,15  | 2. Q     |          |          | 1:58,20 |          |
| George Adrian Rațiu    | 50 m pillangó  | 24,75    | 18.      | kiesett  | kiesett  | kiesett | kiesett  |
| George Adrian Rațiu    | 50 m gyors     | 23,05    | 9* Q     | 22,85    | 7. Q     | 22,79   | 6.       |
| George Adrian Rațiu    | 100 m gyors    | 52,61    | 32.      | kiesett  | kiesett  | kiesett | kiesett  |

____
* – egy másik versenyzővel azonos eredményt ért el
Lány
| Versenyző           | Versenyszám  | Előfutam | Előfutam | Elődöntő | Elődöntő | Döntő   | Döntő    |
| Versenyző           | Versenyszám  | Idő      | Hely.    | Idő      | Hely.    | Idő     | Helyezés |
| ------------------- | ------------ | -------- | -------- | -------- | -------- | ------- | -------- |
| Maria Claudia Gâdea | 100 m hát    | 1:12,04  | 26.      | kiesett  | kiesett  | kiesett | kiesett  |
| Maria Claudia Gâdea | 200 m hát    | 2:34,61  | 21.      |          |          | kiesett | kiesett  |
| Maria Claudia Gâdea | 200 m vegyes | 2:20,02  | 18.      |          |          | kiesett | kiesett  |
| Huszár Ingrid       | 50 m hát     | 33,68    | 27.      | kiesett  | kiesett  | kiesett | kiesett  |
| Huszár Ingrid       | 100 m hát    | 1:12,36  | 30.      | kiesett  | kiesett  | kiesett | kiesett  |
| Huszár Ingrid       | 200 m hát    | 2:40,65  | 34.      |          |          | kiesett | kiesett  |

## Vívás
Fiú
| Versenyző     | Versenyszám  | Csoportkör | Csoportkör | Nyolcaddöntő                | Negyeddöntő       | Elődöntő          | Döntő             | Helyezés |
| Versenyző     | Versenyszám  | Ellenfél Eredmény | Hely.      | Ellenfél Eredmény           | Ellenfél Eredmény | Ellenfél Eredmény | Ellenfél Eredmény | Helyezés |
| ------------- | ------------ | --- | ---------- | --------------------------- | ----------------- | ----------------- | ----------------- | -------- |
| Andrei Păștin | Kard, egyéni | Alonso Santamaría (ESP) · 0 – 5 Ali Albahrani (KSA) · 5 – 2 Kato Hibiki (JPN) · 5 – 1 Samuel Jarry (FRA) · 5 – 3 Matías Ríos (ARG) · 5 – 3 Hudson Santana (PUR) · 5 – 3 | 6.         | Rabb Krisztián (HUN) · 8–15 | kiesett           | kiesett           | kiesett           | 12.      |

Lány
| Versenyző             | Versenyszám | Csoportkör | Csoportkör | Nyolcaddöntő              | Negyeddöntő       | Elődöntő          | Döntő             | Helyezés |
| Versenyző             | Versenyszám | Ellenfél Eredmény | Hely.      | Ellenfél Eredmény         | Ellenfél Eredmény | Ellenfél Eredmény | Ellenfél Eredmény | Helyezés |
| --------------------- | ----------- | --- | ---------- | ------------------------- | ----------------- | ----------------- | ----------------- | -------- |
| Diana Rebeca Cândescu | Tőr, egyéni | Ko Christelle Joy (HKG) · 4 – 5 Anabella Acurero Gonzalez (VEN) · 5 – 3 Ueno Juka (JPN) · 5 – 1 Giorgia Salmas (AUS) · 3 – 5 Venissia Thépaut (FRA) · 2 – 5 Noha Hany (EGY) · 4 – 5 | 3.         | Noha Hany (EGY) · 15 – 11 | kiesett           | kiesett           | kiesett           | 9.       |

Vegyes csapat
| Versenyző | Versenyszám   | Nyolcaddöntő      | 7-8. helyért      | 5-6. helyért          | Elődöntő          | Bronz- mérkőzés   | Döntő             | Helyezés |
| Versenyző | Versenyszám   | Ellenfél Eredmény | Ellenfél Eredmény | Ellenfél Eredmény     | Ellenfél Eredmény | Ellenfél Eredmény | Ellenfél Eredmény | Helyezés |
| --- | ------------- | ----------------- | ----------------- | --------------------- | ----------------- | ----------------- | ----------------- | -------- |
| Európa 2 · Veronika Bieleszová (CZE) · Rebeca Cândescu (ROU) · Jolien Corteyn (BEL) · Samuel Jarry (FRA) · Paul Veltrup (GER) · Jonas Winterberg-Poulsen (DEN) | Vegyes csapat | Európa 3 30 – 24  |                   | Ázsia-Óceánia 2 22–30 | kiesett           | kiesett           | kiesett           | 6.       |